# Yvon Riemer
Yvon Riemer (* 5. října 1970) je bývalý francouzský zápasník-klasik.

## Sportovní kariéra
Narodil se do alsaské zápasnické rodiny. Olympijskému zápasu se věnoval od útlého dětství pod vedením svého otce Jean-Pierra v zápasnickém klubu na předměstí Štrasburku v Schiltigheimu. Po boku svého bratrance Martiala Mischlera se specializoval na zápas řecko-římský a v roce 1991 bratrance nahradil ve francouzské klasické reprezentaci ve váze do 74 kg. V roce 1992 startoval s medailovými ambicemi na olympijských hrách v Barceloně. Ve třetím kole základní skupiny prohrál s Kubáncem Néstorem Almanzou těsně 0:2 na technické body a možnost bojovat o olympijskou medaili mu vzal v 6. kole Armén Mnacakan Iskandarjan, kterému podlehl vysoko 1:7 na technické body. Obsadil konečné 5. místo.
V roce 1995 se po Patrici Mourierovi stal teprve druhým Francouzem, který získal titul mistra světa v klasickém stylu. V roce 1996 se kvalifikoval na olympijské hry v Atlantě, ale do samotného olympijského turnaje nezasáhl kvůli zranění z přípravy v oblasti krční páteře.
V roce 1999 se druhým místem na zářijovém mistrovství světa v Athénách kvalifikoval na olympijské hry v Sydney v roce 2000. V základní skupině však prohrál své zápasy s Finem Marko Yli-Hannukselou a Kazachem Bachtijar Bajsejtovem těsně na technické body a nepostoupil do vyřazovacích bojů. Sportovní kariéru ukončil v roce 2003 po vleklých zraněních. Věnuje se trenérské práci. Jeho manželkou je bývalá francouzská reprezentantka v zápasu Sophie Pluquetová.

## Výsledky
| Turnaj             | 1986 | 1987 | 1988 | 1989 | 1990 | 1991 | 1992 | 1993 | 1994 | 1995 | 1996 | 1997 | 1998 | 1999 | 2000 | 2001 |
| Turnaj             | 16   | 17   | 18   | 19   | 20   | 21   | 22   | 23   | 24   | 25   | 26   | 27   | 28   | 29   | 30   | 31   |
| Turnaj             | -68  | -74  | -74  | -74  | -74  | -74  | -74  | -74  | -74  | -74  | -74  | -76  | -76  | -76  | -76  | -76  |
| ------------------ | ---- | ---- | ---- | ---- | ---- | ---- | ---- | ---- | ---- | ---- | ---- | ---- | ---- | ---- | ---- | ---- |
| Olympijské hry     |      |      | —    |      |      |      | 5.   |      |      |      | DNS  |      |      |      | úč.  |      |
| Mistrovství světa  | —    | —    |      | —    | ?    | 3.   |      | 3.   | úč.  | 1.   |      | 4.   | úč.  | 2.   |      | úč.  |
| Mistrovství Evropy | —    | —    | —    | —    | —    | 5.   | 2.   | ?    | úč.  | —    | 7.   | 3.   | 4.   | —    | úč.  | 7.   |
| MS nadějí          |      | —    |      | 1.   |      |      |      |      |      |      |      |      |      |      |      |      |
| ME nadějí          | —    |      | ?    |      | ?    |      |      |      |      |      |      |      |      |      |      |      |
| MS juniorů         | —    |      | 6.   |      |      |      |      |      |      |      |      |      |      |      |      |      |
| ME juniorů         |      | 1.   |      |      |      |      |      |      |      |      |      |      |      |      |      |      |
| MS dorostenců      | 1.   |      |      |      |      |      |      |      |      |      |      |      |      |      |      |      |